# Cyprus Women's Cup 2009
De 2e editie van de Cyprus Women's Cup, een vrouwenvoetbaltoernooi voor landenteams, begon op 5 maart 2009 en eindigde op 12 maart 2009. Acht landenteams werden verdeeld over twee poules van vier landen. Regerend kampioen was Canada. Canada haalde opnieuw de finale, maar verloor hierin van Engeland.

## Deelnemers
Aan de 2e Cyprus Women's Cup namen de volgende landen deel:
- Frankrijk (nr. 8 op de FIFA-vrouwenranglijst1)
- Engeland (nr. 10)
- Canada (nr. 11)
- Rusland (nr. 15)
- Nederland (nr. 17)
- Nieuw-Zeeland (nr. 24)
- Schotland (nr. 25)
- Zuid-Afrika (nr. 58)

1 Ranking voorafgaand aan het toernooi.

## Wedstrijden

### 1e ronde

#### Poule A
| Poule A |             |             |             |             |             |            |            |            |        |
| #       | Land        | Wedstrijden | Wedstrijden | Wedstrijden | Wedstrijden | Doelpunten | Doelpunten | Doelpunten | Punten |
| #       | Land        | G           | W           | G           | V           | V          | T          | Saldo      | Punten |
| 1       | Engeland    | 3           | 2           | 1           | 0           | 11         | 2          | +9         | 7      |
| 2       | Frankrijk   | 3           | 2           | 1           | 0           | 7          | 4          | +3         | 7      |
| 3       | Zuid-Afrika | 3           | 1           | 0           | 2           | 4          | 9          | -5         | 3      |
| 4       | Schotland   | 3           | 0           | 0           | 3           | 0          | 7          | -7         | 0      |

| Datum    | Lokale tijd | MET   | Plaats                       | Land        | Score | Land        |
| -------- | ----------- | ----- | ---------------------------- | ----------- | ----- | ----------- |
| 5 maart  | 14:45       | 13:45 | GSZ, Larnaca                 | Engeland    | 6-0   | Zuid-Afrika |
| 5 maart  | 14:45       | 13:45 | Ammochostos Stadium, Larnaca | Frankrijk   | 2-0   | Schotland   |
| 7 maart  | 14:45       | 13:45 | Paralimni Stadion, Paralimni | Engeland    | 2-2   | Frankrijk   |
| 7 maart  | 16:15       | 15:15 | GSP (hoofdveld), Nicosia     | Zuid-Afrika | 2-0   | Schotland   |
| 10 maart | 14:45       | 13:45 | GSZ, Larnaca                 | Schotland   | 0-3   | Engeland    |
| 10 maart | 14:45       | 13:45 | Makario Stadium, Nicosia     | Frankrijk   | 3-2   | Zuid-Afrika |

#### Poule B
| Poule B |               |             |             |             |             |            |            |            |        |
| #       | Land          | Wedstrijden | Wedstrijden | Wedstrijden | Wedstrijden | Doelpunten | Doelpunten | Doelpunten | Punten |
| #       | Land          | G           | W           | G           | V           | V          | T          | Saldo      | Punten |
| 1       | Canada        | 3           | 2           | 1           | 0           | 5          | 2          | +3         | 7      |
| 2       | Nieuw-Zeeland | 3           | 1           | 1           | 1           | 5          | 5          | +0         | 4      |
| 3       | Nederland     | 3           | 1           | 0           | 2           | 3          | 5          | -2         | 3      |
| 4       | Rusland       | 3           | 1           | 0           | 2           | 5          | 6          | -1         | 3      |

| Datum    | Lokale tijd | MET   | Plaats                       | Land          | Score | Land          |
| -------- | ----------- | ----- | ---------------------------- | ------------- | ----- | ------------- |
| 5 maart  | 14:45       | 13:45 | Makario Stadium, Nicosia     | Rusland       | 1-2   | Nederland     |
| 5 maart  | 14:45       | 13:45 | Paralimni Stadion, Paralimni | Canada        | 1-1   | Nieuw-Zeeland |
| 7 maart  | 14:00       | 13:00 | GSP, Nicosia                 | Nieuw-Zeeland | 2-4   | Rusland       |
| 7 maart  | 14:45       | 13:45 | GSZ, Larnaca                 | Nederland     | 1-2   | Canada        |
| 10 maart | 14:45       | 13:45 | Ammochostos Stadium, Larnaca | Canada        | 2-0   | Rusland       |
| 10 maart | 14:45       | 13:45 | Paralimni Stadion, Paralimni | Nieuw-Zeeland | 2-0   | Nederland     |

### Finales
Alle tijden zijn in de lokale tijd (UTC+2)

#### Zevende plaats
|                         |                                      |           |                        |              |
| 12 maart 2009 12.00 uur | Schotland                            | 2 – 1     | Rusland                | GSP, Nicosia |
| 12 maart 2009 12.00 uur | Suzanne Grant 21' Pauline Hamill 27' | (Verslag) | 45' Ekaterina Sochneva | GSP, Nicosia |

#### Vijfde plaats
|                         |             |           |                                                                                                |              |
| 12 maart 2009 14.30 uur | Zuid-Afrika | 0 – 5     | Nederland                                                                                      | GSP, Nicosia |
| 12 maart 2009 14.30 uur |             | (Verslag) | 2' Manon Melis 30' Sylvia Smit 33' Manon Melis 79' Shanice van de Sanden 84' Chantal de Ridder | GSP, Nicosia |

#### Troostfinale
|                         |                    |                    |                   |                          |
| 12 maart 2009 14.00 uur | Frankrijk          | 1 – 1 (6 - 5 n.s.) | Nieuw-Zeeland     | GSP (hoofdveld), Nicosia |
| 12 maart 2009 14.00 uur | Candie Herbert 89' | (Verslag)          | 35' Kirsty Yallop | GSP (hoofdveld), Nicosia |

#### Finale
|                         |                                                        |           |                        |                          |
| 12 maart 2009 17.00 uur | Engeland                                               | 3 – 1     | Canada                 | GSP (hoofdveld), Nicosia |
| 12 maart 2009 17.00 uur | Lianne Sanderson 32' Kelly Smith 40' Fara Williams 45' | (Verslag) | 14' Christine Sinclair | GSP (hoofdveld), Nicosia |

## Eindrangschikking
| rang | land          |
| ---- | ------------- |
| 1.   | Engeland      |
| 2.   | Canada        |
| 3.   | Frankrijk     |
| 4.   | Nieuw-Zeeland |
| 5.   | Nederland     |
| 6.   | Zuid-Afrika   |
| 7.   | Schotland     |
| 8.   | Rusland       |

## Topscorers
| Pos.         | Speler             | Land          | Goals |
| ------------ | ------------------ | ------------- | ----- |
| 1            | Christine Sinclair | Canada        | 4     |
| 1            | Manon Melis        | Nederland     | 4     |
| 3            | Helen Fomin        | Rusland       | 3     |
| 4            | Katie Chapman      | Engeland      | 2     |
| 4            | Lianne Sanderson   | Engeland      | 2     |
| 4            | Kelly Smith        | Engeland      | 2     |
| 4            | Fara Williams      | Engeland      | 2     |
| 4            | Corine Franco      | Frankrijk     | 2     |
| 4            | Eugénie Le Sommer  | Frankrijk     | 2     |
| 4            | Sylvia Smit        | Nederland     | 2     |
| 4            | Amber Hearn        | Nieuw-Zeeland | 2     |
| 4            | Kirsty Yallop      | Nieuw-Zeeland | 2     |
| 4            | Noko Matlou        | Zuid-Afrika   | 2     |
| 14           | 23 speelsters      | 23 speelsters | 1     |
| Totaal:      | Totaal:            | Totaal:       | 54    |
| Wedstrijden: | Wedstrijden:       | Wedstrijden:  | 16    |
| Gemiddelde:  | Gemiddelde:        | Gemiddelde:   | 3.38  |

| 1 Goal - Christina Julien - Melissa Tancredi - Eniola Aluko - Karen Carney - Jess Clarke - Stephanie Houghton - Casey Stoney - Emily Westwood - Delphine Blanc - Candie Herbert - Louisa Necib - Elodie Thomis | 1 Goal (vervolg) - Shanice van de Sanden - Chantal de Ridder - Betsy Hassett - Ria Percival - Anna Kozhnikova - Natalya Mokshanova - Ekaterina Sochneva - Suzanne Grant - Pauline Hamill - Busisiwe Ndimeni - Hlengiwe Ngwane |

2008 · 2009 · 2010 · 2011 · 2012 · 2013 · 2014 · 2015 · 2016 · 2017 · 2018 · 2019 · 2020 · 2021